# Травневий крюшон

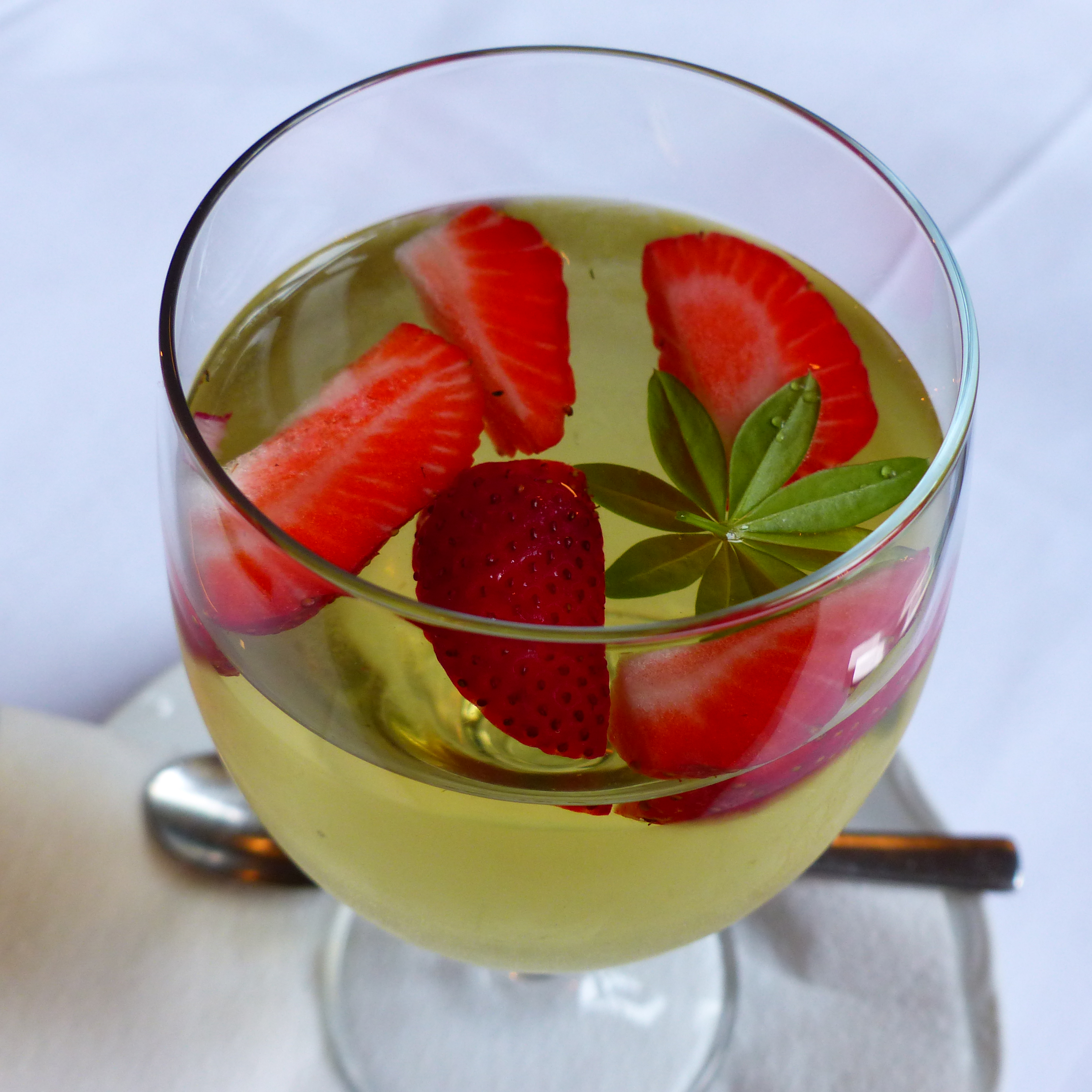
Травневий крюшон з полуницею

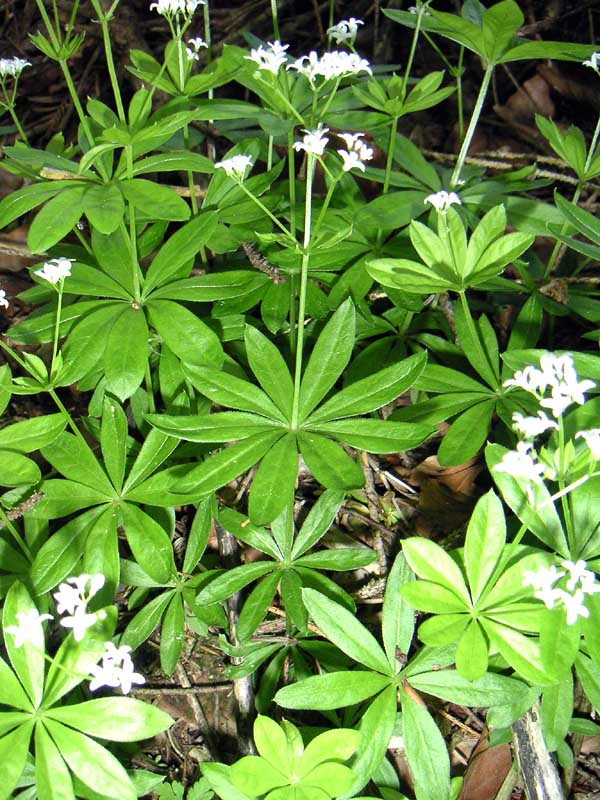
Підмаренник запашний

Травневий крюшон (нім. Maibowle, також нім. Waldmeisterbowle — «крюшон з підмаренником») — німецький алкогольний напій із сухого білого вина, крюшон з інтенсивним ароматом підмаренника запашного. Аромат травневому крюшону забезпечує кумарин, глікозиди якого містяться в листі підмаренника.

## Історія
Перша згадка про «травневе вино» відома від монаха-бенедиктинця Вандальберта з Прюмського монастиря у 854 році. Його подавали в монастирі як лікувальний напій для зміцнення серця і печінки. Оригінальний травневий крюшон містив також листя чорної смородини та розхідника. Через свій смак та стимулюючий ефект підмаренник використовувався вже вікінгами як ароматизатор пива.

## Підготовка
Аромат походить від кумарину і особливо відчутний при в'ялому або сухому листі. У підмареннику кумарин насправді присутній у вигляді глікозиду кумарину, а ароматичний кумарин відщеплюється лише тоді, коли той висохне. Зазвичай підмаренник збирають перед цвітінням, оскільки вміст кумарину в ньому нижчий, ніж пізніше. На літр пуншу використовується максимум від трьох до п'яти грамів свіжої трави. Дослідження показали, що такі побічні ефекти, як головний біль, запаморочення та нудота, виникають лише при надмірному споживанні та передозуванні.

## Класичний рецепт травневого крюшону
Традиційний рецепт травневого крюшону містить 1,5 літра сухого білого вина на 0,75 літра напівсухого ігристого вина, тобто співвідношення сумішей 2:1. До вина додається пучок підмаренника запашного, який спочатку залишають сохнути на ніч або ненадовго заморожують, аби міг розвинутися його аромат. Потім пучок вішається на нитку і занурюється у вино, щоб кінці стебел визирали. Кінці стебел не можна занурювати у вино, інакше крім аромату можуть виділятися небажані гіркі речовини. Через 30 хвилин підмаренник видаляють, щоб пунш не гірчив, а ароматизоване вино заливають ігристим вином, при потребі підсолоджують і, якщо потрібно, охолоджують льодом. Замість ігристого вина також можна використовувати мінеральну воду. На додаток до цього рецепту існує безліч інших варіантів популярної класики пуншу, наприклад, у безалкогольній формі з яблучним соком або з додаванням м'яти або фруктів.